# 飯倉駅
飯倉駅（いいぐらえき）は、千葉県匝瑳市飯倉にある、東日本旅客鉄道（JR東日本）総武本線の駅である。

## 歴史
- 1963年（昭和38年）8月17日：八日市場駅 ‐ 横芝駅間に新駅開設を決定[4]。
- 1964年（昭和39年）10月1日：国鉄総武本線の駅として開業[1][2][5]。旅客のみを取り扱う無人駅[6]。
- 1987年（昭和62年）4月1日：国鉄分割民営化に伴い、東日本旅客鉄道（JR東日本）の駅となる[2]。
- 2000年（平成12年）12月13日：二代目駅舎供用開始[1]。
- 2009年（平成21年）3月14日：ICカード「Suica」の利用が可能となる[7]。東京近郊区間に組込まれる[7]。

## 駅構造
単式ホーム1面1線を有する地上駅。ホームは嵩上げされていない。ホームは8両編成まで対応する。
線路はほぼ南西から北東に走り、ホームは線路北西側に設けられている。ホーム八日市場方の端に接して設けられている駅舎は2代目で、2000年（平成12年）の建築である。駅舎には匝瑳警察署の飯倉駅前警察官連絡所と、匝瑳市の飯倉駅多目的ホールが併設されている。飯倉駅多目的ホールの内部には椅子などが設置されており、駅の待合所として使われている。
成田統括センター（成東駅）管理の無人駅であるが、小さな窓口があり、通常は日中時間帯に派遣駅員が乗車券類の確認回収・精算を行っている。夏休み等の長期休暇中は駅員が派遣されることもある。乗車駅証明書発行機、簡易Suica改札機が設置されている。

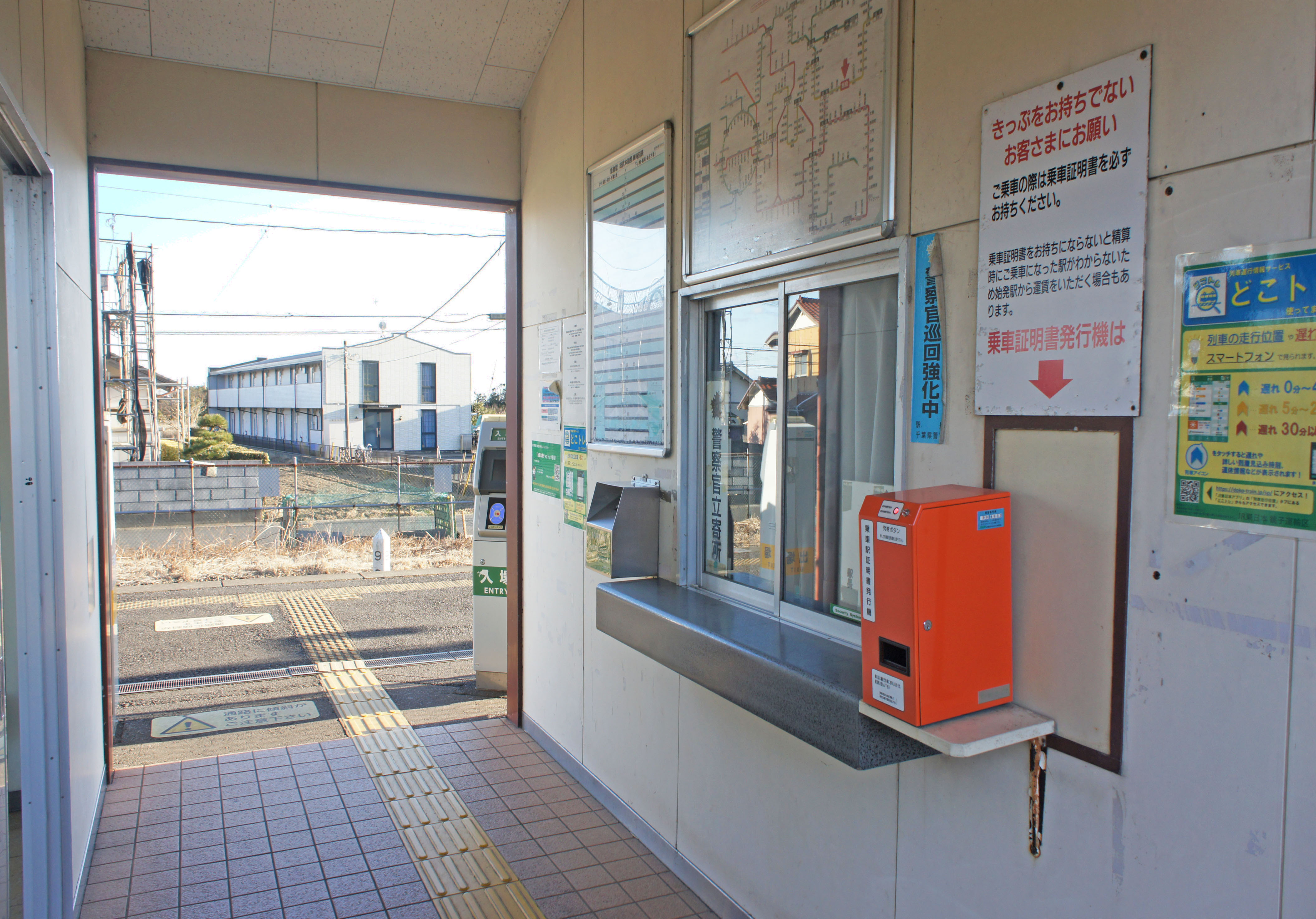
改札口（2022年2月）
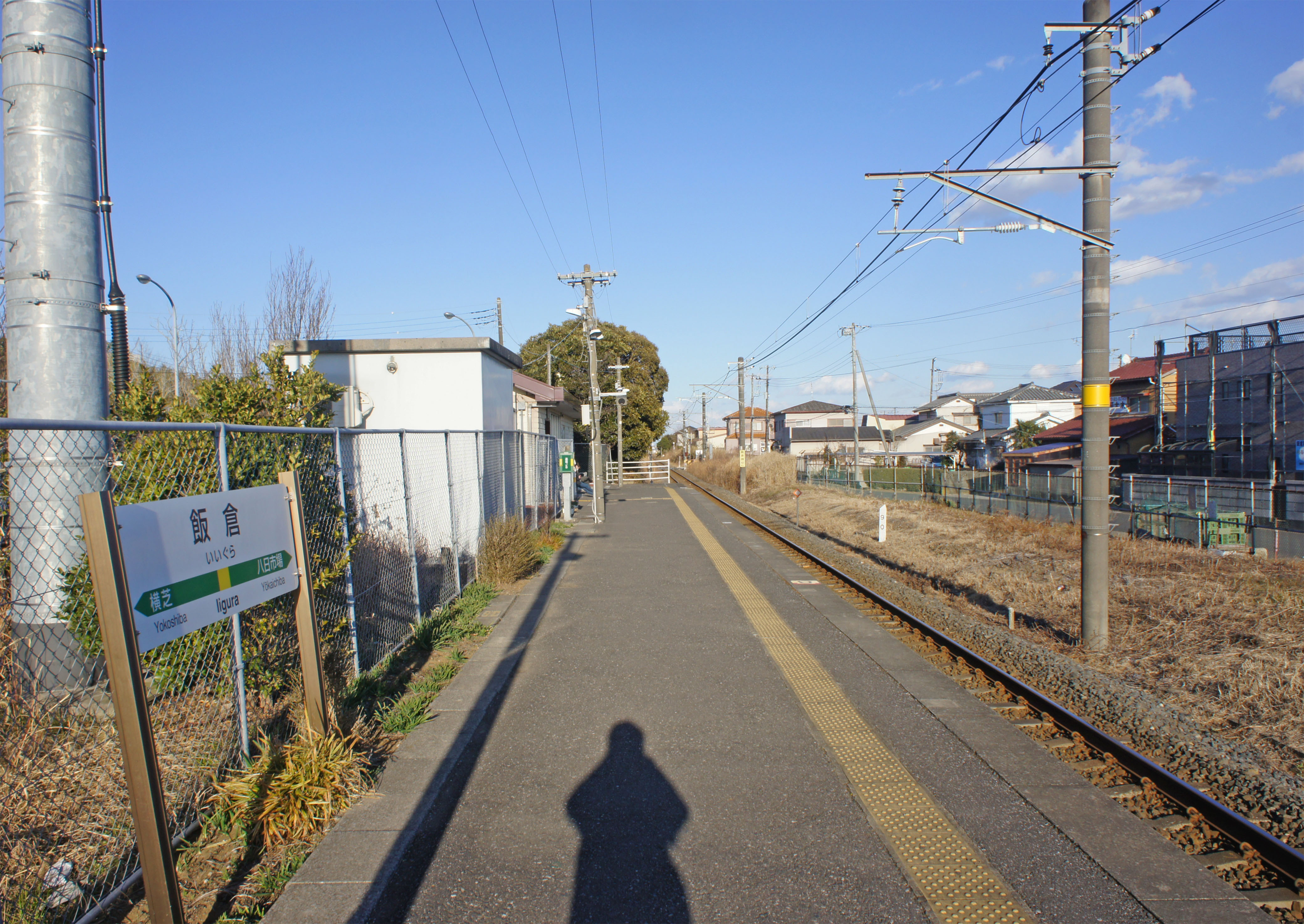
駅ホーム（2022年2月）

## 利用状況
2006年（平成18年）度の1日平均乗車人員は449人である。
千葉県統計年鑑によると、近年の1日平均乗車人員の推移は以下の通り。
| 年度               | 1日平均 乗車人員 | 出典     |
| ------------------ | ---------------- | -------- |
| 1990年（平成02年） | 302              | [ * 1 ]  |
| 1991年（平成03年） | 338              | [ * 2 ]  |
| 1992年（平成04年） | 380              | [ * 3 ]  |
| 1993年（平成05年） | 400              | [ * 4 ]  |
| 1994年（平成06年） | 472              | [ * 5 ]  |
| 1995年（平成07年） | 528              | [ * 6 ]  |
| 1996年（平成08年） | 577              | [ * 7 ]  |
| 1997年（平成09年） | 573              | [ * 8 ]  |
| 1998年（平成10年） | 535              | [ * 9 ]  |
| 1999年（平成11年） | 520              | [ * 10 ] |
| 2000年（平成12年） | 480              | [ * 11 ] |
| 2001年（平成13年） | 470              | [ * 12 ] |
| 2002年（平成14年） | 469              | [ * 13 ] |
| 2003年（平成15年） | 487              | [ * 14 ] |
| 2004年（平成16年） | 482              | [ * 15 ] |
| 2005年（平成17年） | 474              | [ * 16 ] |
| 2006年（平成18年） | 449              | [ * 17 ] |

## 駅周辺
駅前ロータリーが整備されており、タクシーが客を待っていることも多い。駅の北を総武本線にほぼ並行する形で国道126号が東西に走り、駅の北東約200メートル（m）のところにある飯倉交差点で、南北に走る千葉県道49号八日市場栄線と交わっている。1984年（昭和59年）から1993年（平成5年）にかけて施行面積35.9ヘクタール（ha）を飯倉台・飯倉駅前市街地開発（土地区画整理事業）としてニュータウンが整備されている。
- 国道126号
- 千葉県道45号八日市場八街線
- 千葉県道49号八日市場栄線
- すずらん介護福祉学園
- 匝瑳市立豊栄小学校
- 八日市場飯倉簡易郵便局
- 九十九里ホーム病院
- 農産物直売所生活市場
- ヤマト運輸八日市場センター
- 鈴歌公園

## バス路線
「飯倉駅」停留所が設置されており、匝瑳市内循環バスの路線が発着する。

## 隣の駅
東日本旅客鉄道（JR東日本）
■総武本線
横芝駅 - 飯倉駅 - 八日市場駅

### 記事本文

### 利用状況
1. ↑  千葉県統計年鑑 - 千葉県
2. ↑  統計そうさ - 匝瑳市

千葉県統計年鑑
1. ↑  千葉県統計年鑑（平成3年）
2. ↑  千葉県統計年鑑（平成4年）
3. ↑  千葉県統計年鑑（平成5年）
4. ↑  千葉県統計年鑑（平成6年）
5. ↑  千葉県統計年鑑（平成7年）
6. ↑  千葉県統計年鑑（平成8年）
7. ↑  千葉県統計年鑑（平成9年）
8. ↑  千葉県統計年鑑（平成10年）
9. ↑  千葉県統計年鑑（平成11年）
10. ↑  千葉県統計年鑑（平成12年）
11. ↑  千葉県統計年鑑（平成13年）
12. ↑  千葉県統計年鑑（平成14年）
13. ↑  千葉県統計年鑑（平成15年）
14. ↑  千葉県統計年鑑（平成16年）
15. ↑  千葉県統計年鑑（平成17年）
16. ↑  千葉県統計年鑑（平成18年）
17. ↑  千葉県統計年鑑（平成19年）